# Hermann Wittmaack
Hermann Wittmaack (* 23. Januar 1833 in Neuenkirchen in Schleswig; † 13. Dezember 1928 in Leipzig) war Richter am Reichsgericht.

## Leben

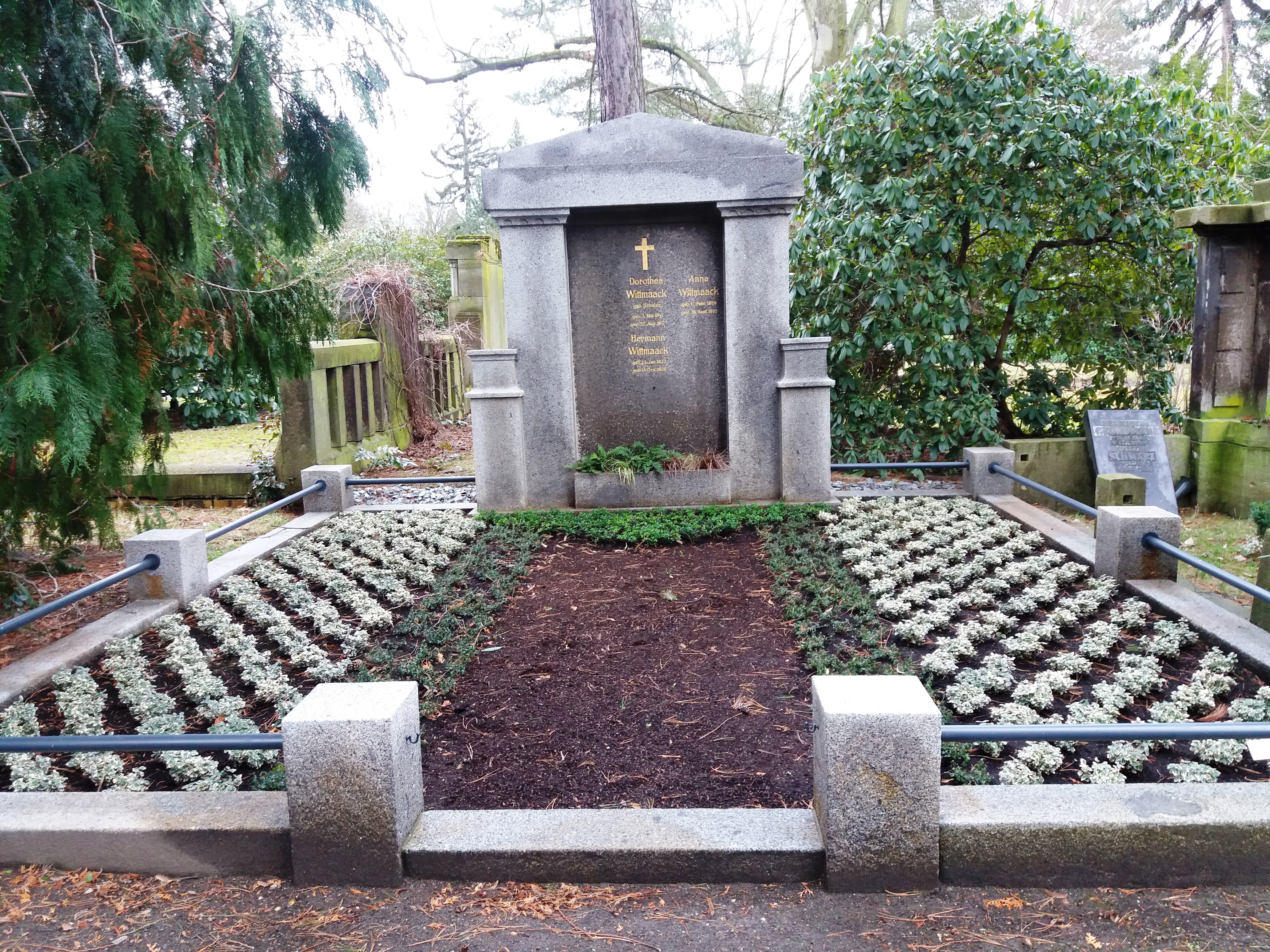
Grabstätte Familie Hermann Wittmaack auf dem Südfriedhof in Leipzig

1857 trat er in den Staatsdienst ein. 1863 wurde er Bevollmächtigter bei der herzoglichen Landesregierung. 1865 wurde er als Rat an ein Appellationsgericht berufen. 1868 kam Wittmaack an das preußische Justizministerium als Hilfsarbeiter. 1877 wurde er an das Reichsoberhandelsgericht berufen. Er trat in das neugegründete Reichsgericht über. Als Reichsgerichtsrat war er sowohl in Zivil- als auch Strafsenaten bis zu seinem Ruhestand 1897 tätig. Er starb 1928.
Sein Sohn Karl Wittmaack war ein bekannter HNO-Arzt und Hochschullehrer.

## Werke
- Das Erbbaurecht des Bürgerlichen Gesetzbuches, München 1906. MPIER-Digitalisat

| Personendaten    | Personendaten               |
| ---------------- | --------------------------- |
| NAME             | Wittmaack, Hermann          |
| KURZBESCHREIBUNG | deutscher Reichsgerichtsrat |
| GEBURTSDATUM     | 23. Januar 1833             |
| GEBURTSORT       | Neuenkirchen (Dithmarschen) |
| STERBEDATUM      | 13. Dezember 1928           |
| STERBEORT        | Leipzig                     |